# Левенда
Левенда — деревня в Меленковском районе Владимирской области России, входит в состав Ляховского сельского поселения.

## География
Деревня расположена в 11 км на запад от центра поселения села Ляхи и в 11 км на восток от райцентра города Меленки.

## История
Деревня Левенда в составе Домнинского прихода упоминается в писцовых книгах 1630 года (11 дворов) и в окладных книгах 1676 года (25 дворов). В конце XIX века в деревне Левенда было 89 дворов.
В конце XIX — начале XX века деревня входила в состав Ляховской волости Меленковского уезда. 
С 1929 года деревня являлось центром Левендянского сельсовета в составе Ляховского района. С 1963 года в составе Меленковского района Владимирской области, позднее — в составе Пановского сельсовета.

## Население
| 1859 | 1897 |
| ---- | ---- |
| 690  | 831  |

| 1859 | 1897 | 1905  | 1926  | 2002 | 2010 | 2021 |
| ---- | ---- | ----- | ----- | ---- | ---- | ---- |
| 690  | ↗831 | ↗1120 | ↗1246 | ↘214 | ↘179 | ↗184 |